# The Romanoffs
The Romanoffs ist eine amerikanische Anthologie-Serie mit einer Staffel, die von Matthew Weiner kreiert und inszeniert wurde und ab dem 12. Oktober 2018 international bei Prime Video veröffentlicht wurde. Die deutsche Synchronfassung erschien am 11. Januar 2019. Sie handelt von angeblichen Nachfahren der russischen Zarenfamilie Romanow (englische Schreibweise Romanoff).

## Handlung
Als Anthologieserie enthält jede der Episoden in Spielfilmlänge eine andere Besetzung und erzählt eine eigenständige Geschichte; diese spielen an unterschiedlichen Handlungsorten, über die ganze Welt verteilt. Jede Geschichte konzentriert sich auf eine Person, die von sich behauptet, ein Nachfahre Romanov zu sein, deren Regentschaft mit der Ermordung der Zarenfamilie 1917 endete, aus wirklichem Glauben daran oder als bewusste Lüge. Sich durchziehende Themen sind, welche Wirkung der Name und die Geschichte der Familie auf den Träger und ihre Mitmenschen hat, sowie der Erhalt der Erblinie.

## Episodenliste
| Nr. | Deutscher Titel                | Originaltitel                 | Erstveröffentlichung USA | Deutschsprachige Erstveröffentlichung (D) | Regie          | Drehbuch                             |
| --- | ------------------------------ | ----------------------------- | ------------------------ | ----------------------------------------- | -------------- | ------------------------------------ |
| 1 | Die blaue Stunde               | The Violet Hour               | 12. Okt. 2018            | 11. Jan. 2019                             | Matthew Weiner | Matthew Weiner                       |
| Paris: Anushka La Charnay, eine Nachfahrin des Großfürsten Alexei, lebt in dem von einem Nachfahren Pauls I. gekauften Apartment, das ihr amerikanischer Neffe Greg zu erben hofft. Die hypochondrische und xenophobe Dame erhält als Haushaltshilfe die Muslima Hajar, die sie zunächst mit rassistischen Ressentiments behandelt. Nachdem Hajar aber ihrem Hund und ihr das Leben rettet, während Greg mit seiner Freundin Sophie im Urlaub ist, vermacht Anushka ihr die Wohnung. Greg versucht Hajar dazu zu überreden, das Erbe abzuweisen, was dazu führt, dass sie miteinander schlafen. Als sie am nächsten Tag das Erbe ablehnt, entlässt Anushka sie. Zwei Monate später meldet Hajar sich zurück mit der Nachricht, dass sie schwanger ist, zu Anushkas Freude, denn: „Die Erblinie bleibt erhalten.“ Sophie stiehlt ein Fabergé-Ei, von dem Anushka Hajar zuvor erzählt hat, dass es unecht ist.                                                                                         |                                |                               |                          |                                           |                |                                      |
| 2 | Der majestätische Plural       | The Royal We                  | 12. Okt. 2018            | 11. Jan. 2019                             | Matthew Weiner | Matthew Weiner & Michael Goldbach    |
| Ohio: Michael und Shelley Romanoff beschließen in der Paartherapie die Teilnahme an einer Kreuzfahrt der „Romanov Family Society“, doch Michael hat Geschworenendienst. Weil er sofort Anziehung zu der Mitgeschworenen Michelle spürt, zieht er die Sitzungen so hinaus, dass die angeheiratete Shelley alleine zum Familientreffen auf dem Schiff gehen muss, bei dem unter anderem einen Ball stattfindet. Während Michael und Michelle, nachdem sie den Tatort inspiziert haben, miteinander schlafen, küsst Shelley ihre Schiffsbekanntschaft zwar, entscheidet aber gegen Geschlechtsverkehr, um treu zu bleiben. Nachdem Michelle, für die es eine ehemalige Sache war, Michaels weitere Annäherungen abweist, versucht er, weil er in der Ehe unglücklich ist, Shelley umzubringen, was sie aber überlebt. |                                |                               |                          |                                           |                |                                      |
| 3 | Haus der besonderen Bestimmung | House of Special Purpose      | 19. Okt. 2018            | 11. Jan. 2019                             | Matthew Weiner | Matthew Weiner & Mary Sweeney        |
| Österreich: Die Regisseurin Jacqueline Gerard, die behauptet, eine Überlebende der Ermordung der Zarenfamilie zu sein, dreht eine Miniserie Die Romanovs über ihre Familiengeschichte. Die Filmschauspielerin Olivia Rogers stößt als Kaiserin Alexandra neu zur Produktion dazu, fühlt sich aber bald aufgrund ansteigender Merkwürdigkeiten von der Regisseurin und dem Team nicht wertgeschätzt und psychisch terrorisiert. So kommt es unter etwa im Dreh zu einem sexuellen Angriff, doch Olivias Agent überredet sie weiterzumachen. Als Jacqueline die Szenen im Ipatjew-Haus so ändert, dass alle überleben, will Olivia die Produktion verlassen, wird nachts aber von Bolschewiki Soldaten (Crewmitgliedern) abgeführt und mit den anderen Schauspielern der Kaiserfamilie in einen Keller gebracht, wo sie scheinbar wie die echten Romanovs erschossen werden. Dies war nur ein Trick, damit Olivias Darstellung authentisch wird, doch die ist vor Angst tatsächlich gestorben.         |                                |                               |                          |                                           |                |                                      |
| 4 | Erwartung                      | Expectation                   | 26. Okt. 2018            | 11. Jan. 2019                             | Matthew Weiner | Semi Chellas                         |
| New York City: Julia Wells’ Tochter Ella Hopkins ist hochschwanger und das Baby eigentlich schon überfällig. Während Julia sich vor allem Sorgen macht, unter anderem dass Ellas Partner im Ausland ist und über die Vorstellung, Großmutter zu werden, und davon gestresst und verunsichert wird, dass sie die Situation nicht kontrollieren kann, sind alle anderen in freudiger Erwartung: Ellas Schwiegereltern, Julias Ehemann und angeblich Ellas Vater Eric Ford, dessen Familie von den Romanoffs abstammt, und Julias enger Freund Daniel Reese, dessen Buch über die Romanoffs eine Miniserie wird. Daniel, der mit Julia eine Affäre hatte und Ellas wirklicher Vater ist, drängt sie, bei der Geburt dabei sein und am Leben seines Enkels teilhaben zu dürfen. Dass sie ihrem Gatten die Wahrheit erzählt, die er akzeptiert, ist nur eine Traumvorstellung, doch als sie mit Gallensteinen im Krankenhaus landet, stellt sich heraus, dass Ella Bescheid weiß über ihren echten Vater. |                                |                               |                          |                                           |                |                                      |
| 5 | In den besten Kreisen          | Bright and High Circle        | 2. Nov. 2018             | 11. Jan. 2019                             | Matthew Weiner | Matthew Weiner & Kriss Turner Towner |
| Julias Schwägerin Katherine Ford, Professorin für Russische Literatur, erfährt, dass gegen den schwulen Klavierlehrer ihrer Kinder, David Patton, eine Anschuldigung wegen unangemessenen Verhaltens gegenüber einen Schüler vorliegt, was sie als etwas Sexuelles versteht. Während sie und ihr Mann, der Vorurteile bestätigt sieht, unsicher sind, ob sie David entlassen sollen, befragt Katherine ihre Kinder, ob er sie je angefasst hat und verbreitet den Verdacht unter den anderen Müttern, wobei sie von Davids Lügereien erfährt, die die Vermutung bekräftigen. Dann aber kommt heraus, dass er nur einem Minderjährigen Alkohol gekauft haben soll. Als ihre Kinder dennoch nicht mehr mit David üben wollen, weil es sich nun komisch anfühle, hält ihr Vater ihnen eine Rede, dass man niemanden aufgrund eines Gerüchts verurteilen soll. |                                |                               |                          |                                           |                |                                      |
| 6 | Panorama                       | Panorama                      | 9. Nov. 2018             | 11. Jan. 2019                             | Matthew Weiner | Matthew Weiner & Dan LeFranc         |
| Mexiko-Stadt: Der poetisch veranlagte Journalist Abel trifft in einer Privatklinik für Reiche mit eigentlich unheilbaren Krankheiten, deren Arzt er der Scharlatanerie beschuldigt, auf Victoria Hayward und ihren zwölfjährigen Sohn Nick, der aufgrund ihrer Romanov-Abstammung an Hämophilie leidet. Abel zeigt ihnen die Sehenswürdigkeiten der Stadt, die Kathedrale und Diego Riveras Wandgemälde am Nationalpalast, und verliebt sich in Victoria. Bald taucht aber Nicks Vater auf, der nicht einverstanden ist mit der Privatklinik. Als Abel seinem Redakteur den Artikel über Victoria vorlegt, wird er gefeuert, worauf sie anstoßen, denn sie stimmen überein, dass er der schlechteste Journalist und mehr Poet sei. |                                |                               |                          |                                           |                |                                      |
| 7 | Endstation                     | End of the Line               | 16. Nov. 2018            | 11. Jan. 2019                             | Matthew Weiner | Maria & Andre Jacquemetton           |
| Wladiwostok: Das amerikanische Ehepaar Anka und Joe Garner will in Russland ein Baby adoptieren, vorgeblich um Ankas Romanov-Abstammung zu ehren, aber auch damit sich die leiblichen Eltern nicht plötzlich melden können. Als sie Oksana zu sehen bekommen, ist das Baby auffällig still und teilnahmslos und hat einen Ausschlag. Anka vermutet dahinter bald Fetales Alkoholsyndrom und will kein krankes Baby mitnehmen, worüber das Paar in heftigen Streit gerät, in dem Joe droht sie zu verlassen, wenn sie ohne das Baby abreisen. Trotzdem lehnt Anka im letzten Moment der Übergabe Oksana ab und wird hysterisch, sodass Joe sich ihr beugt. Da wird ihnen ein anderes, gesundes Baby angeboten, das sie adoptieren. |                                |                               |                          |                                           |                |                                      |
| 8 | Die alles beherrscht           | The One That Holds Everything | 23. Nov. 2018            | 11. Jan. 2019                             | Matthew Weiner | Matthew Weiner & Donald Joh          |
| Im Eurostar nach London bekommt Drehbuchautor Jack Edgar von seiner Sitznachbarin eine Geschichte über den Romanov-Nachfahren Simon erzählt, dessen Vater George eine Affäre mit Babysitterin Ondine hatte. Eines Tages kam es zu einem Brand in dem Haus, durch den Simons Mutter starb. Während Simon auf ein Internat geschickt wird, heiraten Ondine und George und bekommen einen Sohn. Nach einem Selbstmordversuch als junger Erwachsener kommt Simon in eine Psychiatrie, wo ihm eine Patientin hilft, über seine Transgender-Identität zu sprechen. Jack Edgar erkennt, dass die Frau, die mit ihm spricht, sein Halbbruder Simon war (als Frau Candace), als er plötzlich in Atemnot gerät. Candace hat ihn vergiftet, um an die Ohrringe ihrer Mutter zu gelangen, die Ondine an sich genommen hatte. |                                |                               |                          |                                           |                |                                      |

## Besetzung und Synchronisation
Entsprechend der vielen Handlungsorte sind Anteile verschiedener Sprachen neben Englisch enthalten wie beispielsweise Französisch in Die violette Stunde oder Spanisch in Panorama. Diese sind entweder untertitelt oder durch Figuren in der Handlung übersetzt. In der deutschsprachigen Fassung ist nur das Englische synchronisiert.
Die deutschsprachige Synchronisation entstand durch die Arena Synchron GmbH.
In der nach Folgen unterteilte Besetzungstabelle steht jeweils der entsprechende angebliche Nachfahre an erster Stelle:
| Rolle                          | Beschreibung                            | Darsteller           | Synchronsprecher       |
| Die violette Stunde            | Die violette Stunde                     | Die violette Stunde  | Die violette Stunde    |
| ------------------------------ | --------------------------------------- | -------------------- | ---------------------- |
| Anushka La Charnay             |                                         | Marthe Keller        | Judy Winter            |
| Greg 1                         | Anushkas Neffe                          | Aaron Eckhart        | Tom Vogt               |
| Sophie 1                       | Gregs Partnerin                         | Louise Bourgoin      | Marie Bierstedt        |
| Hajar                          | Anushkas Haushaltshilfe                 | Inès Melab           | Jessica Walther-Gabory |
| Der majestätische Plural       |                                         |                      |                        |
| Michael Romanoff               |                                         | Corey Stoll          | Simon Jäger            |
| Shelley Romanoff               | Michaels Frau                           | Kerry Bishé          | Manja Doering          |
| Michelle Westbrook             | Michaels Bekanntschaft                  | Janet Montgomery     | Caroline Vera          |
| Ivan Novak                     | Shelleys Bekanntschaft                  | Noah Wyle            | Oliver Feld            |
| Haus der besonderen Bestimmung |                                         |                      |                        |
| Jacqueline Gerard              | Regisseurin                             | Isabelle Huppert     | Susanna Bonaséwicz     |
| Olivia Rogers                  | Schauspielerin der Kaiserin Alexandra   | Christina Hendricks  | Debora Weigert         |
| Brian Norris                   | Schauspieler des Kaiser Nikolaus II.    | Mike Doyle           | Norman Matt            |
| Samuel Ryan/Barlowe 2          | Schauspieler des Rasputin               | Jack Huston          | David Nathan           |
| Bob Isaacson                   | Olivias Agent                           | Paul Reiser          | Uwe Büschken           |
| Erwartung                      |                                         |                      |                        |
| Ella Hopkins                   |                                         | Emily Rudd           | Victoria Frenz         |
| Julia Wells                    | Ellas Mutter                            | Amanda Peet          | Gundi Eberhard         |
| Daniel Reese 3                 | Julias Affäre, Ellas wirklicher Vater   | John Slattery        | Bernd Vollbrecht       |
| Eric Ford                      | Julias Ehemann, Ellas angeblicher Vater | Jon Tenney           | Oliver Siebeck         |
| In den besten Kreisen          |                                         |                      |                        |
| Katherine Ford 4               | Julias Schwägerin                       | Diane Lane           | Arianne Borbach        |
| David Patton                   | Klavierlehrer                           | Andrew Rannells      | Tobias Nath            |
| Alex Myers                     | Katherines Ehemann                      | Ron Livingston       | Patrick Winczewski     |
| Benji Myers                    | Katherines Söhne, Davids Schüler        | Thaddeaus Ek         | Theodor Werner Braun   |
| Henry Myers                    | Katherines Söhne, Davids Schüler        | Joshua Carlon        | Linus Drews            |
| Panorama                       |                                         |                      |                        |
| Victoria Hayward 5             |                                         | Radha Mitchell       | Victoria Sturm         |
| Nick Hayward                   | Victorias hämophiler Sohn               | Paul Luke Bonenfant  | Elias Kunze            |
| Eduardo Siquieros              | Arzt der Privatklinik                   | Roberto Medina       | Abelardo Decamilli     |
| Abel Erikson                   | Journalist                              | Juan Pablo Castañeda | Nico Mamone            |
| Frank Sheffield                | Abels Redakteur                         | Griffin Dunne        | Stefan Gossler         |
| Endstation                     |                                         |                      |                        |
| Anka Garner                    | Victorias Cousine                       | Kathryn Hahn         | Katrin Zimmermann      |
| Joe Garner                     | Ankas Ehemann                           | Jay R. Ferguson      | Martin Kautz           |
| Elena Evanovich                | Kontaktperson in Russland               | Annet Mahendru       | Janina Elkin           |
| Patricia Callahan              | Adoptivmutter                           | Clea DuVall          | Vera Teltz             |
| Die alles beherrscht           |                                         |                      |                        |
| Simon Burrows                  | Transfrau                               | Hugh Skinner         | Ozan Ünal              |
| Candace                        | Transfrau                               | Adèle Anderson       | Sabina Trooger         |
| George Burrows                 | Simons/Candaces Vater                   | Ben Miles            | Frank Röth             |
| Ondine                         | Simons Babysitterin, Georges Affäre     | Hera Hilmar          | Marieke Oeffinger      |
| Jack Edgar 6                   | Drehbuchautor, Ondines Sohn             | JJ Feild             | Marius Clarén          |

Wiederkehrende Rollen (in der Tabelle als Hauptrollen eingeordnet):
- 1 Greg und Sophie auch in Die alles beherrscht
- 2 Samuel Barlowe auch erwähnt in Die alles beherrscht
- 3 Daniel Reese auch in Der majestätische Plural
- 4 Katherine Ford auch in Erwartung
- 5 Victoria Hayward auch erwähnt in Endstation
- 6 Jack Edgar auch in Haus der besonderen Bestimmung

## Hintergrund

### Produktion
Im Oktober 2016 gewann Amazon einen Bieterstreit um die Serie, mit der '‘Mad Men'‘-Schöpfer Matthew Weiner nach deren Ende zum Fernsehen zurückkehrte. Amazon bestellte acht Episoden für eine unbetitelte Anthologie-Serie mit einem Einsatz von 70 Millionen Dollar, die von der Weinstein Company mitfinanziert werden sollte. Im März 2017 wurden der Titel The Romanoffs und das Konzept, vermeintliche Nachfahren der titelgebenden Adelsfamilie darzustellen, enthüllt. Für sein Kreativteam engagierte Weiner vierzehn ehemalige Arbeiter hinter Mad Men, darunter mehrere Executive Producers, aus dem Casting-Team sowie beispielsweise Kostüm- und Produktionsdesigner. Als im Oktober 2017 der Weinstein-Skandal einsetzte, entschied Amazon, die Serie alleine fertigzustellen und den Namen Weinstein von dem Projekt zu streichen. Zu dem Zeitpunkt waren die ersten vier Episoden bereits fertiggedreht und es soll noch kein Geld von Weinstein an Amazon geflossen sein.

### Veröffentlichung
Ab dem 12. Oktober 2018 wurde die Serie international in der englischen Originalfassung auf Prime Video veröffentlicht. Am 11. Januar 2019 wurden in Deutschland und weiteren Ländern die jeweilige landessprachliche Synchronisation nachgeliefert.
Im Juli 2019 wurde bekanntgegeben, dass die Serie nicht um eine weitere Staffel verlängert wird.

## Auszeichnungen und Nominierungen
- BMI Film & TV Awards 2020: BMI Streaming Award – Gewinner an Sonya Belousova
- Cinema Audio Society 2019: Outstanding Achievement in Sound Mixing for a Limited Series – Nominierung für Episode Haus der besonderen Bestimmung
- Costume Designers Guild Awards 2019: Excellency in Contemporary Television – Nominierung an Janie Bryant und Wendy Chuck
- Edgar Allan Poe Awards 2019: Best TV Episode Teleplay – Gewinner an Matthew Weiner und Donald Joh für Episode Die alles beherrscht
- Golden Trailer Awards 2019: Best Title/Credit Sequence for a TV/Streaming Series – Nominierung
- Online Film & Television Association 2019:
  - Best Motion Picture – Nominierung
  - Best Costume Design in a Non–Series – Nominierung
- Producers Guild of America Awards 2019: Outstanding Producer of Limited Series Television – Nominierung